# Adoretus luridus
Adoretus luridus är en skalbaggsart som beskrevs av Blanchard 1851. Adoretus luridus ingår i släktet Adoretus och familjen Rutelidae. Inga underarter finns listade i Catalogue of Life.